# Parenteralna farmacevtska oblika
Parenteralne farmacevtske oblike so sterilne farmacevtske oblike za aplikacijo z injiciranjem, infundiranjem ali implantiranjem v človeško ali živalsko telo.

## Sestava
Parenteralne farmacevtske oblike lahko poleg ene ali več zdravilnih učinkovin vsebujejo tudi pomožne snovi, na primer pomožne snovi za:
- izotoniziranje,
- uravnavanje pH,
- povečanje topnosti zdravilnih učinkovin,
- zagotavljanje stabilnosti zdravilnih učinkovin
- zagotavljanje primernih mikrobioloških lastnosti.

## Vrste
Poznamo več vrst parenteralnih farmacevtskih oblik:
- injekcije
- infuzije
- koncentrate za pripravo raztopin za injiciranje ali infundiranje
- praške za pripravo injekcij ali infuzij
- gele za injekcije
- implantate (vsadke)